# Taipei 101
De Taipei 101 (traditioneel Chinees: 臺北101, hanyu pinyin: Táiběi 101; in de volksmond vaak simpelweg "101" (一零一, yī líng yī) genoemd) is een wolkenkrabber in de Taiwanese hoofdstad Taipei. De toren werd op 31 december 2004 geopend. Met een hoogte van 508 meter (zonder antenne 449 meter) was het tot juli 2007 het hoogste gebouw ter wereld, waarna het in hoogte overtroffen werd door de in 2010 geopende Burj Khalifa. Sinds 2005 behoort de Taipei 101 tot de "Acht Gezichten van Taiwan" (臺灣八景).

## Plannen en constructie
De oorspronkelijke bedoeling was het gebouw slechts 66 verdiepingen hoog te laten worden. De bedoeling van het ontwerp was de toren te bouwen als symbool van welvaart en voorspoed van het financiële district in Taipei. De bouw begon op 13 januari 1998, pas later werd besloten het gebouw te verhogen tot 101 verdiepingen. De constructie liep vertraging op door deze beslissing. Niet veel later trof een aardbeving Taipei en omgeving met een kracht van 6,8 op de schaal van Richter. Hierbij vielen twee hijskranen naar beneden met als gevolg vijf doden en zeven maanden vertraging. De top werd bereikt op 1 juli 2003.
De indeling van het gebouw is als volgt: door de multifunctionele indeling bevinden zich winkels van de begane grond tot de vierde verdieping, een fitnesscentrum op de verdiepingen 5 t/m 6, kantoren op de verdiepingen 7 t/m 84, restaurants op de verdiepingen 86 t/m 88, observatiedekken op de verdiepingen 89, 91 en 101. Verder zijn er communicatiefaciliteiten op de niveaus 92 t/m 100.
Elk jaar wordt er naar traditie Chinees vuurwerk afgestoken vanaf de Taipei 101. Bij de opening op oudejaarsavond was dit ook het geval. Onder de aanwezigen was onder andere burgemeester Ma Ying-jeou.

## Structurele feiten

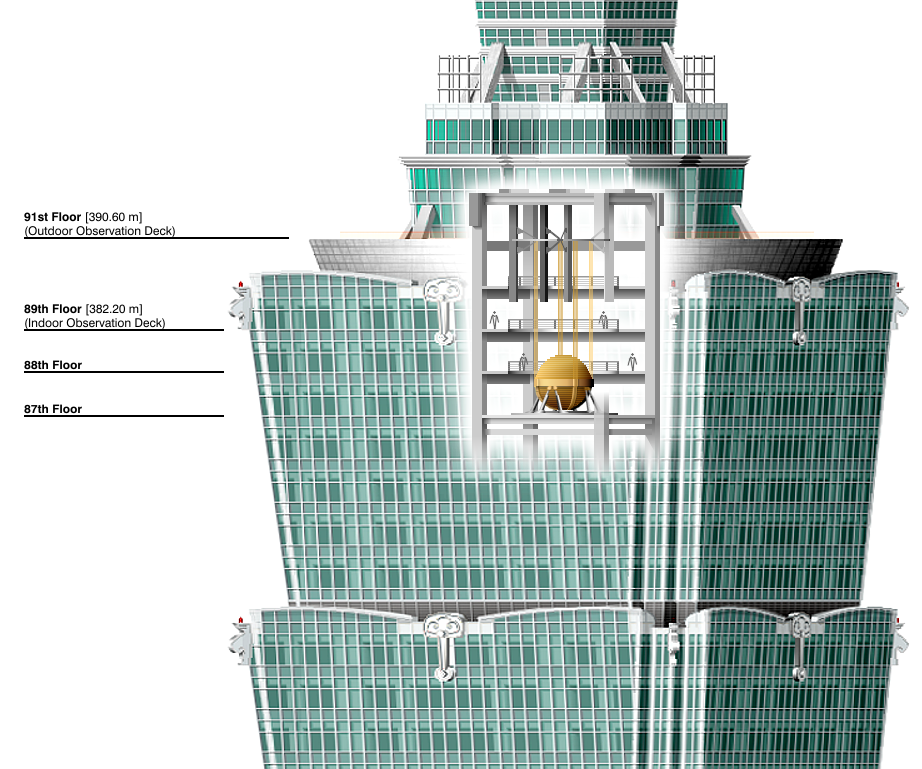
Locatie van de afgestemde massademper in de toren

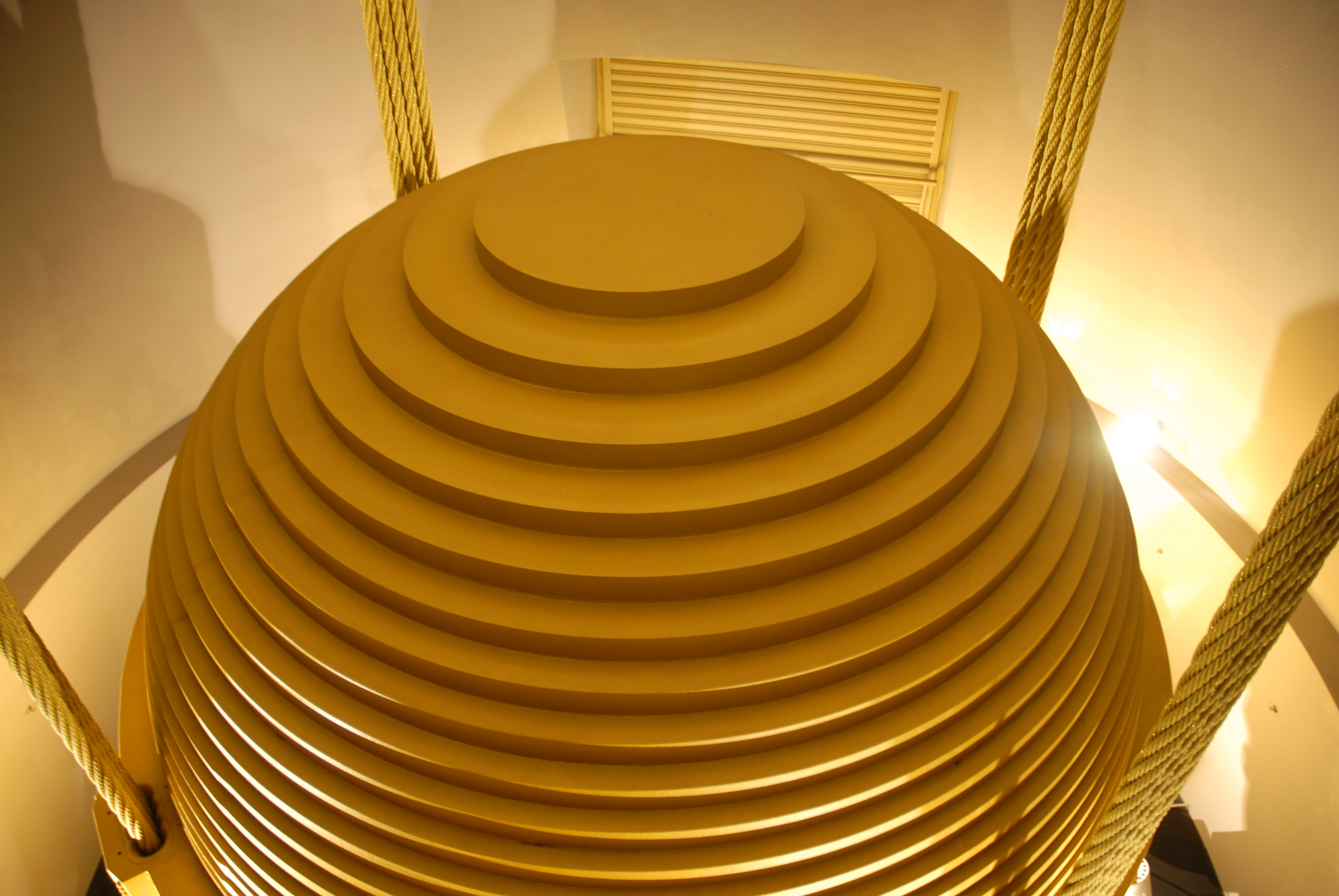
De belangrijkste afgestemde massademper boven in Taipei 101

Taiwan ligt op de grens van twee tektonische platen waardoor aardbevingen regelmatig voorkomen, vandaar dat het nodig was maatregelen te nemen bij de bouw van Taipei 101 om deze natuurkrachten te weerstaan. Daarvoor koos men de gestemde massademper, een reusachtig bolvormig gewicht (660 ton) in de top van het gebouw dat tegendraads beweegt bij trillingen. Het gewicht van de bol neemt een deel van de bewegingsenergie van het gebouw op wanneer zich trillingen voordoen, bijvoorbeeld bij stormen of aardbevingen.
De liften in het gebouw behoren tot de snelste ter wereld, ze bewegen zich met ruim 60,5 km/h naar boven en dalen met een snelheid van 36,6 km/h. Verder is het een van de weinige gebouwen waar dubbeldekliften gebruikt worden. De liften zijn uitgerust met een eigen druksysteem en noodremmen, de kosten per lift bedragen ruim $2 miljoen.
Het ontwerp van het gebouw is veel beïnvloed door de leer van Feng Shui. De belangrijkste vorm die te herkennen is in het gebouw is de pagode.